# Solieriinae
A Solieriinae a rovarok (Insecta) osztályában  a holyvafélék (Staphylinidae) családjának alcsaládja. Mindössze egy, bizonytalan rendszertani helyzetű fajt sorolnak ide, mely Chiléből és Argentínából került elő. Magyarországon nem fordulnak elő.

## Rendszerezés
Eredetileg az ide sorolt nemet a barázdásholyva-formák alcsaládjába sorolták, csak 1992-ben helyezték át külön alcsaládba. Feltételezik, hogy tapogatósholyva-formákkal vannak közelebbi rendszertani rokonságban.
Egy nem egy faja tartozik ide:
Solierius (Bernhauer, 1921)
Solierius obscurus (Solier, 1849) (= Physognathus obscurus Solier)

## Fordítás
- Ez a szócikk részben vagy egészben  a   Solieriinae című orosz Wikipédia-szócikk ezen változatának fordításán alapul.  Az eredeti cikk szerkesztőit annak laptörténete sorolja fel. Ez a jelzés csupán a megfogalmazás eredetét és a szerzői jogokat jelzi, nem szolgál a cikkben szereplő információk forrásmegjelöléseként.